# Dicranum crispatum
Dicranum crispatum är en bladmossart som beskrevs av Brotherus och C. Müller 1898. Dicranum crispatum ingår i släktet kvastmossor, och familjen Dicranaceae. Inga underarter finns listade i Catalogue of Life.